# Clusia tarmensis
Espèce
Statut de conservation UICN

 VU D2 : Vulnérable
Clusia tarmensis est une espèce de plantes à fleurs de la famille des Clusiaceae.

## Publication originale
- Botanische Jahrbücher für Systematik, Pflanzengeschichte und Pflanzengeographie 58(4/Beibl.): 5. 1923.